# Монфор-л’Амори
Монфор-л’Амори (фр. Montfort-l’Amaury) — коммуна во Франции в департаменте Ивелин региона Иль-де-Франс. Входит в состав кантона Монфор-л’Амори. Округ коммуны — Рамбуйе.
Код INSEE коммуны 78420. Население коммуны по состоянию на 2007 год — 3 068 человек.
Расположена недалеко от Парижа, в 20 км севернее Рамбуйе.

## Известные уроженцы
- Дион, Анри де (1828—1878) — французский инженер, конструктор, педагог.